# Fritznel Louis
Fritznel Louis (né le 20 décembre 1989) est un footballeur haïtien.
Il évolue au poste d'attaquant au Baltimore Sportif Club, club du championnat d'Haïti de football. 

## Biographie
Né le 20 décembre 1989 à la 2e section communale des Verrettes, Haiti. Son père, Fritz Louis-Aime, était un travailleur social de L'hôpital Albert Schweitzer et sa mère Celimene Louis, une marchande des produits esthétiques. Il commence le football à l'âge de six ans avec le club local du Superstar et plus tard avec l'association sportive du Velox au côté de ses frères Enerk et Franky Louis-Aime et quelques autres coéquipiers tels que Wedson Nerestant, Jackson et Bruner Occéan, Luckson Montunat, Ducksen Altidore et Luckenson Nerestant.

### En club
Fritznel Louis commence sa carrière avec le Baltimore Sportif Club en 2009.

### En équipe nationale
Louis joue son premier match international en 2009, disputant une série de deux matchs amicaux. 
Il représente son pays lors des qualifications de la Coupe caribéenne des nations 2012, disputant quatre matchs. Son équipe se qualifie pour la compétition. Lors de la Coupe, il joue deux matchs (deux titularisations).